# Winter-X-Games 2019
Die Winter X Games XXIII (Umbenannt in Winter X Games Aspen ’19) fanden vom 24. bis 27. Januar 2019 zum 18. Mal in Folge in Aspen, Colorado statt. Der Event wurde von ESPN produziert. Ausgetragen wurden sechs Freestyle-Skiing, sieben Snowboard und sechs Schneemobil-Wettbewerbe. An den Wettkämpfen nahmen 175 Athleten teil.
Für Snowboard wurde erstmals die Disziplin Knuckle Huck ausgetragen.

## Resultate

### Freestyle-Skiing

#### Frauen Superpipe
| Rang | Name            | Lauf 1 | Lauf 2 | Lauf 3 | Bestes Ergebnis |
| ---- | --------------- | ------ | ------ | ------ | --------------- |
|      | Cassie Sharpe   | 88,66  | 29,00  | 94,00  | 94,00           |
|      | Kelly Sildaru   | 92,33  | 89,00  | 90,66  | 92,33           |
|      | Rachael Karker  | 82,00  | 86,33  | 83,00  | 86,33           |
| 4    | Brita Sigourney | 84,66  | 75,66  | 68,33  | 84,66           |
| 5    | Maddie Bowman   | 83,33  | 25,00  | 29,66  | 83,33           |
| 6    | Ayana Onozuka   | 75,00  | 61,33  | 33,33  | 75,00           |
| 7    | Devin Logan     | 04,33  | 64,66  | 42,33  | 64,66           |
| 8    | Annalisa Drew   | 06,33  | 04,66  | 59,00  | 59,00           |

#### Männer Superpipe
| Rang | Name           | Lauf 1 | Lauf 2 | Lauf 3 | Bestes Ergebnis |
| ---- | -------------- | ------ | ------ | ------ | --------------- |
|      | Alex Ferreira  | 90,33  | 81,00  | 92,66  | 92,66           |
|      | David Wise     | 19,66  | 20,66  | 90,33  | 90,33           |
|      | Nico Porteous  | 59,00  | 89,00  | 30,33  | 89,00           |
| 4    | Kévin Rolland  | 87,66  | 86,66  | 12,33  | 87,66           |
| 5    | Birk Irving    | 24,00  | 69,66  | 14,33  | 69,66           |
| 6    | Noah Bowman    | 07,66  | 07,66  | 66,33  | 66,33           |
| 7    | Simon d’Artois | 14,33  | 65,33  | 34,00  | 65,33           |
| 8    | Aaron Blunck   | 25,33  | 57,00  | 07,00  | 57,00           |
| 9    | Taylor Seaton  | 45,33  | 52,33  | 05,00  | 52,33           |
| 10   | Gus Kenworthy  | 27,66  | 28,66  | 26,33  | 28,66           |

#### Frauen Big Air
| Rang | Name             | Ergebnis |
| ---- | ---------------- | -------- |
|      | Mathilde Gremaud | 83       |
|      | Johanne Killi    | 80       |
|      | Kelly Sildaru    | 79       |
| 4    | Tess Ledeux      | 78       |
| 5    | Sarah Höfflin    | 72       |
| 6    | Giulia Tanno     | 71       |
| 7    | Elena Gaskell    | 63       |
| 8    | Maggie Voisin    | 44       |

#### Männer Big Air
| Rang | Name                   | Ergebnis |
| ---- | ---------------------- | -------- |
|      | Birk Ruud              | 89       |
|      | Alex Beaulieu-Marchand | 87       |
|      | James Woods            | 82       |
| 4    | Evan McEachran         | 81       |
| 5    | Alexander Hall         | 80       |
| 6    | Henrik Harlaut         | 77       |
| 7    | Øystein Bråten         | 74       |
| 8    | Christian Nummedal     | 64       |

#### Frauen Slopestyle
| Rang | Name             | Lauf 1 | Lauf 2 | Lauf 3 | Bestes Ergebnis |
| ---- | ---------------- | ------ | ------ | ------ | --------------- |
|      | Kelly Sildaru    | 94,33  | 96,66  | 99,00  | 99,00           |
|      | Sarah Höfflin    | 90,00  | 22,33  | 42,00  | 90,00           |
|      | Maggie Voisin    | 79,00  | 87,66  | 38,33  | 87,66           |
| 4    | Johanne Killi    | 84,00  | 21,33  | 04,00  | 84,00           |
| 5    | Isabel Atkin     | 58,33  | 81,66  | 83,33  | 83,33           |
| 6    | Mathilde Gremaud | 75,00  | 58,00  | 16,66  | 75,00           |
| 7    | Tess Ledeux      | 25,66  | 29,00  | 17,00  | 29,00           |
| 8    | Giulia Tanno     | 20,00  | 04,33  | 21,33  | 21,33           |

#### Männer Slopestyle
| Rang | Name                   | Lauf 1 | Lauf 2 | Lauf 3 | Bestes Ergebnis |
| ---- | ---------------------- | ------ | ------ | ------ | --------------- |
|      | Alexander Hall         | 86,00  | 94,33  | 95,66  | 95,66           |
|      | Alex Beaulieu-Marchand | 92,66  | 86,33  | 17,33  | 92,66           |
|      | Ferdinand Dahl         | 80,33  | 69,00  | 04,33  | 80,33           |
| 4    | Henrik Harlaut         | 78,33  | 42,66  | 33,66  | 78,33           |
| 5    | Jesper Tjader          | 14,33  | 15,00  | 77,66  | 77,66           |
| 6    | Øystein Bråten         | 77,00  | 28,00  | 32,33  | 77,00           |
| 7    | Willie Borm            | 75,33  | 15,66  | 03,00  | 75,33           |
| 8    | Nick Goepper           | 60,66  | 13,66  | 66,33  | 66,33           |
| 9    | Phil Langevin          | 59,33  | 41,66  | 05,00  | 59,33           |
| 10   | James Woods            | 43,66  | 37,33  | 12,66  | 43,66           |

### Snowboard

#### Special Olympics Riesenslalom
| Rang | Name                            |
| ---- | ------------------------------- |
|      | Henry Meece Chris Klug          |
|      | Scotty Lago Juan Guentrutrsipai |
|      | Mike Schultz Christopher Perdue |

#### Männer Knuckle Huck
| Rang | Name                 |
| ---- | -------------------- |
|      | Fridtjof Tischendorf |

#### Männer Big Air
| Rang | Name              | Ergebnis |
| ---- | ----------------- | -------- |
|      | Takeru Otsuka     | 88       |
|      | Mark McMorris     | 85       |
|      | Sven Thorgren     | 76       |
| 4    | Sebastien Toutant | 73       |
| 5    | Rene Rinnekangas  | 64       |
| 6    | Chris Corning     | 60       |
| 7    | Darcy Sharpe      | 34       |
| 8    | Sebbe de Buck     | 26       |

#### Frauen Big Air
| Rang | Name                 | Ergebnis |
| ---- | -------------------- | -------- |
|      | Laurie Blouin        | 77       |
|      | Zoi Sadowski-Synnott | 77       |
|      | Jamie Anderson       | 67       |
| 4    | Enni Rukajärvi       | 56       |
| 5    | Yuka Fujimori        | 45       |
| 6    | Klaudia Medlova      | 36       |
| 7    | Hailey Langland      | 27       |

#### Männer Slopestyle
| Rang | Name               | Lauf 1 | Lauf 2 | Lauf 3 | Bestes Ergebnis |
| ---- | ------------------ | ------ | ------ | ------ | --------------- |
|      | Mark McMorris      | 89,66  | 21,33  | 96,00  | 96,00           |
|      | Rene Rinnekangas   | 88,00  | 23,00  | 94,00  | 94,00           |
|      | Mons Røisland      | 91,33  | 22,33  | 91,00  | 91,33           |
| 4    | Sebastien Toutant  | 28,00  | 25,00  | 90,66  | 90,66           |
| 5    | Redmond Gerard     | 82,33  | 90,33  | 19,33  | 90,33           |
| 6    | Darcy Sharpe       | 66,00  | 10,00  | 87,00  | 87,00           |
| 7    | Judd Henkes        | 85,33  | 23,00  | 26,33  | 85,33           |
| 8    | Roope Tonteri      | 15,00  | 68,00  | 21,33  | 68,00           |
| 9    | Michael Ciccarelli | 22,33  | 57,66  | 23,00  | 57,66           |
| 10   | Sven Thorgren      | 2866   | 25,33  | 20,00  | 28,66           |

#### Frauen Slopestyle
| Rang | Name                 | Lauf 1 | Lauf 2 | Lauf 3 | Bestes Ergebnis |
| ---- | -------------------- | ------ | ------ | ------ | --------------- |
|      | Zoi Sadowski-Synnott | 90,00  | 24,00  | 91,00  | 91,00           |
|      | Hailey Langland      | 71,00  | 75,66  | 90,66  | 90,66           |
|      | Enni Rukajärvi       | 84,66  | 28,66  | 28,66  | 84,66           |
| 4    | Spencer O’Brien      | 19,33  | 81,00  | 21,33  | 81,00           |
| 5    | Silje Norendal       | 80,00  | 77,33  | 11,66  | 80,00           |
| 6    | Reira Iwabuchi       | 20,00  | 73,33  | 22,33  | 73,33           |
| 7    | Laurie Blouin        | 16,33  | 65,33  | 21,00  | 65,33           |
| 8    | Julia Marino         | 11,33  | 28,00  | 17,33  | 28,00           |

#### Männer Superpipe
| Rang | Name                | Lauf 1 | Lauf 2 | Lauf 3 | Bestes Ergebnis |
| ---- | ------------------- | ------ | ------ | ------ | --------------- |
|      | Scotty James        | 18,33  | 94,00  | 02,33  | 94,00           |
|      | Yūto Totsuka        | 90,00  | 19,33  | 18,66  | 90,00           |
|      | Danny Davis         | 83,66  | 23,66  | 65,33  | 83,66           |
| 4    | Chase Josey         | 37,66  | 79,33  | 82,66  | 82,66           |
| 5    | Jake Pates          | 80,66  | 17,66  | 81,00  | 81,00           |
| 6    | Ben Ferguson        | 66,66  | 75,33  | 79,33  | 79,33           |
| 7    | Iouri Podladtchikov | 78,33  | 15,33  | 64,33  | 78,33           |
| 8    | Toby Miller         | 68,33  | 21,66  | 34,00  | 68,33           |
| 9    | Raibu Katayama      | 18,66  | 53,33  | 52,33  | 53,33           |
| 10   | Patrick Burgener    | 34,33  | 38,33  | 28,66  | 38,33           |

#### Frauen Superpipe
| Rang | Name              | Lauf 1 | Lauf 2 | Lauf 3 | Bestes Ergebnis |
| ---- | ----------------- | ------ | ------ | ------ | --------------- |
|      | Chloe Kim         | 25,00  | 84,00  | 11,33  | 84,00           |
|      | Queralt Castellet | 80,00  | 15,66  | 59,66  | 80,00           |
|      | Cai Xuetong       | 3,00   | 27,33  | 72,66  | 72,66           |
| 4    | Liu Jiayu         | 52,33  | 65,00  | 69,66  | 69,66           |
| 5    | Haruna Matsumoto  | 64,33  | 67,00  | 06,66  | 67,00           |
| 6    | Maddie Mastro     | 6,66   | 63,33  | 16,66  | 63,33           |
| 7    | Sena Tomita       | 55,00  | 05,33  | 60,33  | 60,33           |
| 8    | Arielle Gold      | 31,33  | 5,33   | 13,66  | 31,33           |

### Schneemobil/Bike Cross

#### Snowmobile Freestyle Resultate
| Rang | Name             | Ergebnis |
| ---- | ---------------- | -------- |
|      | Daniel Bodin     | 91,66    |
|      | Brett Turcotte   | 90,66    |
|      | Justin Hoyer     | 87,33    |
| 4    | Joe Parsons      | 86,33    |
| 5    | Rasmus Johansson | 85,00    |
| 6    | Heath Frisby     | 84,66    |
| 7    | Willie Elam      | 82,66    |
| 8    | Josh Penner      | 76,33    |

#### SnowBike Best Trick
| Rang | Name            | Ergebnis |
| ---- | --------------- | -------- |
|      | Rob Adelberg    | 91,00    |
|      | Brett Turcotte  | 89,66    |
|      | Ethan Roberts   | 89,00    |
| 4    | Morgan Kaliszuk | 80,00    |
| 5    | Robert Haslam   | 81,66    |
| 6    | Kyle Demelo     | 70,33    |

#### Harley-Davidson Snow Hill Climb
| Rang | Name            |
| ---- | --------------- |
|      | Logan Mead      |
|      | Travis Whitlock |
|      | Jake Anstett    |

#### Para Snow BikeCross
| Rang | Name            |
| ---- | --------------- |
|      | Doug Henry      |
|      | Will Posey      |
|      | Leighton Lillie |

#### Adaptive Snow BikeCross
| Rang | Name                |
| ---- | ------------------- |
|      | Mike Schultz        |
|      | Tyler Brandenburger |
|      | Kevin Royston       |

#### Snow Bikecross
| Rang | Name             |
| ---- | ---------------- |
|      | Cody Matechuk    |
|      | Jesse Kirchmeyer |
|      | Brock Hoyer      |
| 4    | Darrin Mees      |
| 5    | Seth Fischer     |
| 6    | Josh Hill        |